# 尼崎市立尼崎北小学校
尼崎市立尼崎北小学校（あまがさきしりつ あまがさききたしょうがっこう）は、兵庫県尼崎市塚口町6丁目にある公立小学校。2024年（令和6年）5月1日現在の児童数は771名となっている。

## 沿革
- 1967年（昭和42年）
  - 4月7日 - 塚口小学校より分離し、尼崎北小学校開校。
  - 5月31日 - 給食調理室が完成。
  - 6月23日 - 開校式挙行。校章決定し、発表。
- 1968年（昭和43年）6月28日 - 鉄筋校舎増築工事（第1期工事南3分の1）完成。
- 1969年（昭和44年）
  - 7月1日 - 東校舎増築工事（北3分の2）完成。
  - 10月4日 - 体育館前岩石園花壇工事完成。
- 1972年（昭和47年）4月28日 - 北校舎前園庭造園工事完了。
- 1974年（昭和49年）4月1日 - 武庫庄小学校開校により、本校の一部児童が転籍。
- 1976年（昭和51年）5月31日 - 創立10周年記念行事挙行。放送室にテレビカメラ設置し、放映開始。
- 1979年（昭和54年）3月31日 - 新校舎増築工事完成。
- 1986年（昭和61年）5月31日 - 創立20周年記念式典挙行、東校舎に記念大時計設置
- 1991年（平成3年）11月9日 - 生活科室、体育館渡り廊下完成。
- 1993年（平成5年）10月27日 - 体育館改修工事完了。
- 1995年（平成7年）1月17日 - 5時46分頃に発生した阪神淡路大震災により、本校で被災者86名を受け入れ。
- 1997年（平成9年）
  - 2月15日 - 創立30周年記念式典挙行。
  - 3月20日 - 創立30周年記念「わくわく池」完成。
- 1998年（平成10年）8月31日 - 給食室改修工事完了。
- 1999年（平成11年）
  - 1月5日 - 東校舎外壁工事完了。
  - 6月21日 - プール竣工式挙行。
- 2000年（平成12年）10月4日 - 障害児学級改修工事完了。
- 2006年（平成18年）
  - 3月24日 - 敷地北東部壁改修工事完了。
  - 12月26日 - 東校舎屋上防水工事完了。
- 2007年（平成19年）8月29日 - 北校舎1階2教室工事完了。
- 2011年（平成23年）2月28日 - 南校舎新築工事完了。
- 2012年（平成24年）12月25日 - 東校舎耐震補強工事完了。
- 2013年（平成25年）3月31日 - 南校舎空調設備新設工事完了。
- 2015年（平成27年）3月31日 - 給食棟新築とランチルーム新設の両工事完了。
- 2016年（平成28年）
  - 3月14日 - グラウンド整備工事完了。
  - 11月26日 - 創立50周年記念式典挙行。
- 2020年（令和2年）11月1日 - 教育ネットワーク・教育情報システム再構築事業完了。
- 2021年（令和3年）
  - 3月13日 - ブロック塀改修工事完了。
  - 3月31日 - 県民まちなみ緑化事業完了。

## 通学区域と進学先中学校
出典

### 通学区域
- 塚口町5丁目
- 塚口町6丁目
- 富松町1丁目
- 富松町2丁目
- 富松町3丁目
- 富松町4丁目

### 進学先中学校
- 尼崎市立塚口中学校

## 著名な出身者
- 杉浦美香（ジャーナリスト、著作家、元産経新聞記者）
- 田野アサミ（タレント、女優、声優）
- 細川大輔（元競泳選手）

## 周辺
- 兵庫県道・大阪府道606号西宮豊中線
- 尼崎塚口六丁目郵便局 - 県道606号線をはさんで、校地南西側（尼崎北小学校南西交差点付近）に位置する。
- 東富松川 - 校地西側を流れる。

## アクセス
県道606号線沿いの正門まで
- 阪神バス「30」・「30A」・「31」・「48」・「48-2」の各系統で、「尼崎北小学校」停留所より、尼崎北小学校南西交差点経由で、
  - 阪急塚口行・阪急武庫之荘（北）行のりばから、徒歩約145m・約2分。
  - 武庫川行（30）・リサーチコア前行（30A）・阪神尼崎（北）行（31）・JR尼崎（南）行（48）・JR尼崎（北）行（48-2）のりばから、徒歩約155m・約2〜3分。
- 伊丹市営バス「33」・「34」・「35」・「41」・「61」の各系統で、「塚口町6丁目」停留所より、
  - 塚口行のりばから、徒歩約210m・約3分。
  - JR伊丹行（33）・阪急伊丹行（34）・昆陽里行（35）・山田行（41・61）のりばから、徒歩約205m・約3分。
    - なお、該当系統は、「尼崎北小学校前」停留所にも停車するが、「塚口町6丁目」停留所で降りるより、やや距離が延びる。ただし、「尼崎北小学校前」停留所から学校敷地までは、約25m（学校プール）・約45m（学校敷地）と近い（阪神バス「尼崎北小学校」停留所から学校敷地までの最短距離(約90m前後)より近い）。

## 通学区域が隣接している学校
- 尼崎市立塚口小学校
- 尼崎市立立花小学校
- 尼崎市立立花北小学校
- 尼崎市立武庫庄小学校
- 伊丹市立笹原小学校